# Савичи (Дятловский район)
Са́вичи (бел. Савічы) — деревня в Дятловском сельсовете Дятловского района Гродненской области Беларуси. По переписи населения 2009 года в Савичах проживало 129 человек. Площадь сельского населённого пункта составляет 40,55 га, протяжённость границ — 4,28 км.

## Этимология
Название деревни образовано от имени Савва и производных от него фамилий.

## География
Савичи расположены в 2 км к югу от Дятлово, в 148 км от Гродно, в 13 км от железнодорожной станции Новоельня.

## История
В 1624 году упоминаются в составе Марковского войтовства Дятловской (Здентельской) волости во владении Сапег.
В 1878 году Савичи — деревня в Дятловской волости Слонимского уезда Гродненской губернии (35 дворов, магазин). В 1880 году в деревне было 242 жителя.
Согласно переписи населения Российской империи 1897 года в Савичах насчитывалось 48 домов, проживало 319 человек. В 1905 году — 335 жителей.
В 1921—1939 годах Савичи находились в составе межвоенной Польской Республики. В 1923 году деревня относилась к сельской гмине Дятлово Слонимского повята Новогрудского воеводства. В сентябре 1939 года Савичи вошли в состав БССР.
В 1996 году Савичи входили в состав колхоза «Нива». В деревне насчитывалось 66 дворов, проживало 136 человек.

## Известные уроженцы
- Мечислав Иванович Гриб (род. 28.09.1938) — белорусский государственный и политический деятель. Председатель Верховного Совета Республики Беларусь в 1994—1996 годах. Генерал-лейтенант милиции (1993). Заслуженный юрист Республики Беларусь (1994).
- Станислав Иванович Гриб (род. 6.08.1944) — белорусский учёный в области растениеводства. Академик Национальной академии наук Беларуси (2003), зарубежный член Российской академии сельскохозяйственных наук (2001) и Украинской академии аграрных наук (2001), доктор сельскохозяйственных наук (1988).